# 臼谷站

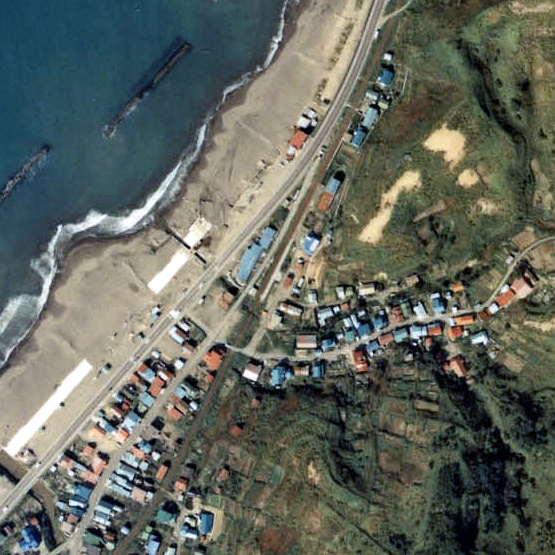
1977年的臼谷站與方圓約500米範圍。上方為羽幌方向。圖中可看見長條簡易型月台，有著臨時乘降場的影子。月台樓梯前一般設有木造車站大樓。圖中已經是無人車站。車站最接近臼谷海灘，在某些季節會比較熱鬧。

臼谷站（日语：／ Usuya eki */?）是位於北海道留萌郡小平町字臼谷，日本國有鐵道（國鐵）的羽幌線車站（廢站）。隨著羽幌線廢線，車站在1987年（昭和62年）3月30日廢除。
部分普通列車通過此站，在1986年（昭和61年）11月1日修正的時間表中（廢除前的時間表），下行1班和上行2班列車通過此站（當中上下行1班是急行「羽幌」後續，停靠主要車站的列車））。

## 歷史
- 1947年（昭和22年）12月25日 - 運輸省羽幌線臼谷臨時乘降場（局（日语：鉄道管理局）設定）啟用[1]。
- 1949年（昭和24年）6月1日 - 日本國有鐵道成立，成為日本國有鐵道車站。
- 1950年（昭和25年）1月15日 - 升級至車站，成為臼谷站[3]。當時為客運和處理行李的車站[3]。
- 1964年（昭和39年）4月1日 - 成為業務委託化。
- 1972年（昭和47年）2月8日 - 結束處理行李[4]。同時成為無人車站[5]。
- 1987年（昭和62年）3月30日 - 羽幌線全線廢除，此站也廢除[1]。

## 車站構造
截至車站廢除前，車站是一座地面車站，設有1面1線的單式月台。月台位於路軌東邊（幌延方向的列車會開啟右邊車門）。
此站是無人車站，在有人車站時代設有車站大樓。車站大樓位於站內東邊，鄰接月台。在海灘旺季會派遣職員當值。

## 站名的由來
車站名稱取自地名。地方名「臼谷」源自阿伊努語的「ウシ・ヤ→ウシヤ」，其意思是入江、岸。

## 使用狀況
- 在1981年度（昭和56年度），1日的上下車人次為60人[6]。

## 車站周邊
- 國道232號（日语：国道232号）（天賣國道/日本海奧羅龍線（日语：日本海オロロンライン））
- 臼谷海灘 - 位於站前[6]。在海灘旺季中，急行「羽幌」和臨時急行「天賣」會停靠此站。
- 小平町立臼谷小學
- 臼谷簡易郵局
- 沿岸巴士「臼谷」巴士站

## 現況

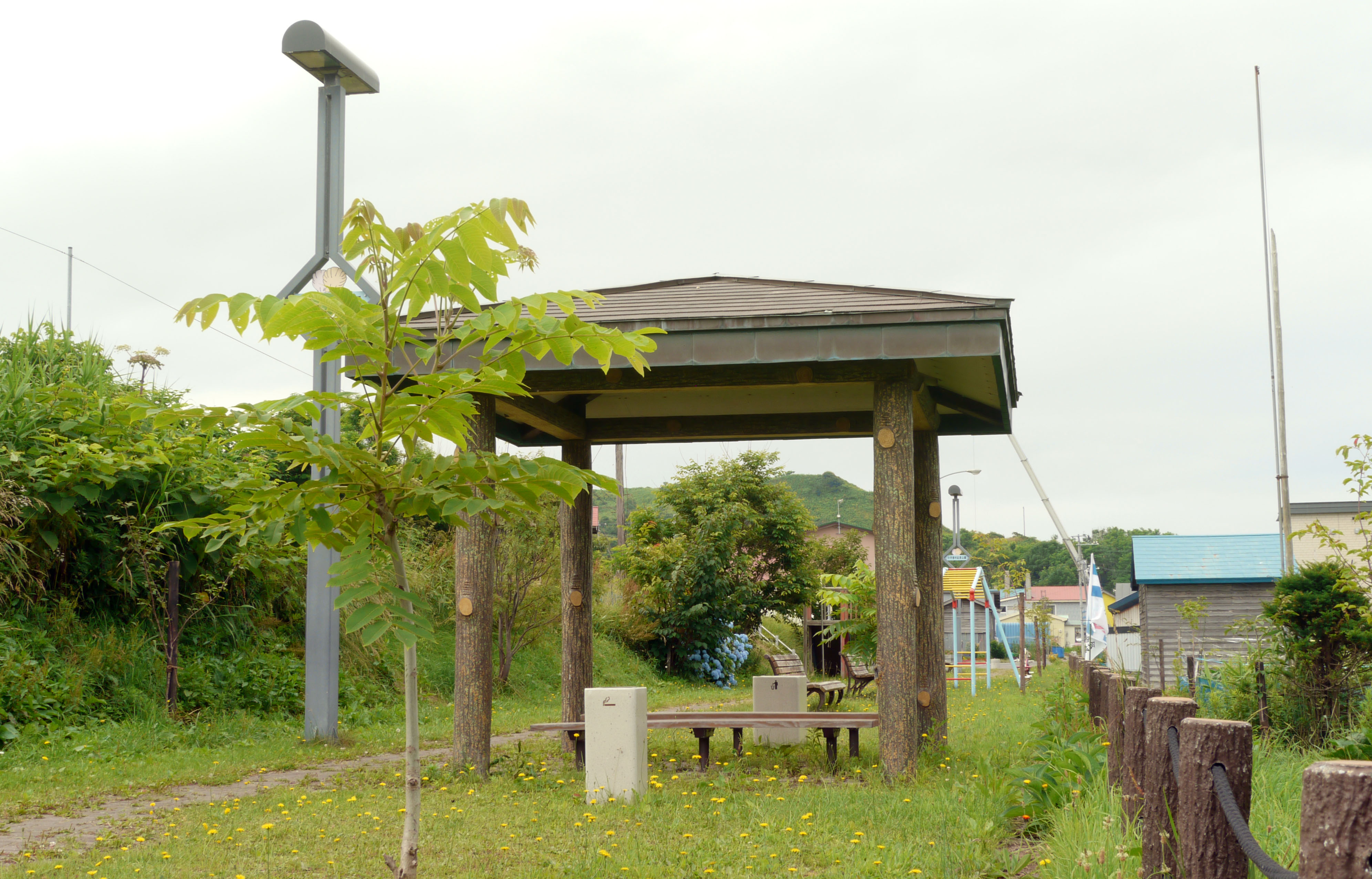
臼谷站蹟（2011年7月26日）

舊站位置建設了「小平蘂村紀念公園」。

## 相鄰車站
日本國有鐵道
羽幌線
三泊－臼谷－小平

## 注腳
1. 1 2 3 4 5  石野哲（編）. . JTB. 1998: 871. ISBN 978-4-533-02980-6 （日语）.
2. ↑  時間表《JNR編集 時刻表 1987年4月号》（弘濟出版社，1987年4月發行）JR新聞13頁。
3. 1 2  「日本国有鉄道公示第2号」《官報》1950年1月9日（國立國會圖書館數碼化收藏）
4. ↑  . 官報. 1972-02-08 （日语）.
5. 1 2  . 鐵道公報 (日本國有鐵道總裁室文書課). 1972-02-08: 2 （日语）.
6. 1 2 3  書籍《国鉄全線各駅停車1 北海道690駅》（小學館，1983年7月發行）199頁。

## 外部連結
- 羽幌線廢線跡調査 （页面存档备份，存于）（日語）